# بطحيش أسود الزعانف
بطحيش أسود الزعانف (الاسم العلمي: Cyprinodon beltrani) (بالإنجليزية: Blackfin pupfish)‏ هو نوع من الأسماك يتبع جنس البطحيش من الفصيلة البطحيشية.